# Martensville-Warman (circonscription saskatchewanaise)
Pour les articles homonymes, voir Martensville et Warman.
Circonscription électorale provinciale du Canada
Martensville-Warman est une ancienne circonscription électorale provinciale de la Saskatchewan au Canada. Elle est représentée à l'Assemblée législative de la Saskatchewan de 2016 à 2024.

## Géographie
La circonscription représentait les villes de Martensville et de Warman.

## Liste des députés
| Parlement                                                     | Années                                | Député                                | Député                                | Parti                                 |
| Martensville-Warman                                           | Martensville-Warman                   | Martensville-Warman                   | Martensville-Warman                   | Martensville-Warman                   |
| Circonscription issue de Martensville                         | Circonscription issue de Martensville | Circonscription issue de Martensville | Circonscription issue de Martensville | Circonscription issue de Martensville |
| ------------------------------------------------------------- | ------------------------------------- | ------------------------------------- | ------------------------------------- | ------------------------------------- |
| 28e                                                           | 2016–2020                             |                                       | Nancy Heppner                         | Saskatchewanais                       |
| 29e                                                           | 2020–2024                             | Terry Jenson                          |                                       | Saskatchewanais                       |
| Circonscription abolie, voir Martensville-Blairmore et Warman |                                       |                                       |                                       |                                       |